# Gottfried, Prinț de Hohenlohe-Langenburg
Gottfried, Prinț de Hohenlohe-Langenburg (germană Gottfried Hermann Alfred Paul Maximilian Viktor Fürst zu Hohenlohe-Langenburg; 24 martie 1897 – 11 mai 1960) a fost singurul fiu al lui Ernst II, Prinț de Hohenlohe-Langenburg și al soției sale, Prințesa Alexandra de Saxa-Coburg-Gotha (sora reginei Maria a României). A fost Prinț de Hohenlohe-Langenburg din 1950 până la moartea sa.

## Primii ani
Gottfried s-a născut la Langenburg, Württemberg, ca primul copil al lui Ernst II, Prinț de Hohenlohe-Langenburg și a soției acestuia, Prințesa Alexandra de Saxa-Coburg-Gotha (1878–1942), (fiica lui Alfred, Duce de Saxa-Coburg și Gotha și a Marii Ducese Maria Alexandrovna a Rusiei). Prin mama sa a fost descendent al reginei Victoria a Regatului Unit]] și al Țarului Nicolae I al Rusiei.
După căderea monarhiei imperiale germane în 1918, Gottfried a continuat să servească ca un lider al aristocrației europene. A servit în armata germană în Al Doilea Război Mondial, unde a fost grav rănit pe frontul rus. A fost dat afară din armată după încercarea nereușită asupra vieții lui Adolf Hitler la 20 iulie 1944.

## Prinț de Hohenlohe-Langenburg
După decesul tatălui său în 1950, Gottfried a moștenit titlul de Prinț de Hohenlohe-Langenburg.

## Căsătorie și copii
Gottfried a fost logodit pentru scurt timp cu văduva Gloria Morgan Vanderbilt în 1927–28.
La 3 decembrie 1930 Gottfried a aunțat logodna sa cu Prințesa Margarita a Greciei și Danemarcei (1905–1981), fiica cea mare a Prințului Andrei al Greciei și Danemarcei și a soției acestuia, Prințesa Alice de Battenberg. Cuplul s-a căsătorit la 20 aprilie 1931 la Langenburg. Atât Prințesa Margarita cât și Prințul Gottfried avea drept strămoși comuni pe regina Victoria și pe țarul Nicolae I al Rusiei. Prin regina Victoria, Prințul Gottfried era verișor de gradul al doilea cu mama Margaritei. Prin țarul Nicolae I, ei erau verișori de gardul trei.